# NGC 6650
NGC 6650 é uma galáxia  localizada na direcção da constelação de Draco. Possui uma declinação de +68° 00' 23" e uma ascensão recta de 18 horas, 25 minutos e 27,9 segundos.
A galáxia NGC 6650 foi descoberta em 11 de Setembro de 1883 por Lewis A. Swift.